# 魅蓝 E
魅蓝E，是魅族科技在2016年8月10日发布的一款魅蓝旗舰机型。该手机有蓝、银、金三种颜色外观，采用了1080P的5.5英寸全贴合显示屏。